# Biphyllus fulvus
Biphyllus fulvus is een keversoort uit de familie houtskoolzwamkevers (Biphyllidae). De wetenschappelijke naam van de soort werd in 1909 gepubliceerd door Antoine Henri Grouvelle.